# Galeandra styllomisantha
Espèce
Classification phylogénétique
Galeandra styllomisantha est une espèce de plantes à fleurs de la famille des Orchidaceae C'est une orchidée terrestre de la sous-famille des Epidendroideae que l'on rencontre dans les savanes côtières du Panama, de Guyane, du Guyana, du Surinam et du Venezuela, jusqu'à 1 400 mètres d'altitude. Elle est inscrite à la liste des espèces protégées de Guyane.

## Synonymes
- Orchis styllomisantha Vell. (basionyme), 1831
- Galeandra juncea Lindl., 1840[2],[3]
- Phajus rosellus Lem., 1847